# Kostel Panny Marie Čínské
Kostel Panny Marie Čínské (fr. église Notre-Dame-de-Chine) je katolický farní kostel ve 13. obvodu v Paříži na Avenue de Choisy v těsné blízkosti kostela sv. Hippolyta. Kostel byl zřízen v roce 2005 a využívá ho komunita čínských katolíků v Paříži.

## Historie
Kostel vznikl v roce 2005 díky asociaci Œuvre des Chantiers du Cardinal, která od roku 1931 pomáhá při stavbách katolických objektů v Paříži, a 18. prosince téhož roku jej vysvětil pařížský arcibiskup André Vingt-Trois. Kostel je zasvěcen Panně Marii Še-šanské, Pomocnici křesťanů.

## Architektura
Autorem kostela je architekt François Payen, který přestavěl bývalý divadelní sál fary. Byla zbořena zeď kolem objektu, který je volně přístupný uprostřed zeleně. Ke vstupu do kostela vede klikatící se cesta připomínající tak čínského draka.
Na rozdíl od běžných kostelů není vnitřní prostor organizován na ose. Od hlavního vchodu je kostel uspořádán ve spirále kolem oltáře, aby zdůraznil napojení kostela na svět. Dispozice lavic obklopující v půlkruhu oltář posiluje komunitní aspekt. Tak má každý účastník zajištěnou dobrou viditelnost a skutečnou blízkost k oltáři. Kostel má 181 míst v sedmi řadách.